# Phyllorhynchus
Phyllorhynchus är ett släkte av ormar. Phyllorhynchus ingår i familjen snokar.
Arterna är med en längd upp till 75 cm små ormar. De förekommer i västra Nordamerika, till exempel i Sonoraöknen. Individerna besöker även andra torra landskap. Födan utgörs av geckoödlor och andra ödlor, inklusive deras ägg. Honor lägger själv ägg.
Dessa ormar har en fjällplatta på nosen som liknar ett växtblad.
Arter enligt Catalogue of Life:
- Phyllorhynchus browni
- Phyllorhynchus decurtatus